# Six trios opus 34 de Luigi Boccherini
Les six trios opus 34 de Luigi Boccherini, pour deux violons et violoncelle, datent de l'époque de l'exil à Arenas de San Pedro. Composés en 1781, ils font suite aux quatuors opus 33 dans le catalogue autographe du compositeur, tenu rétrospectivement en 1797. Seules deux œuvres couvrent cette année, contre les trois habituellement livrées par Boccherini à son protecteur don Luis de Bourbon. Pour l'expliquer, R. Rasch propose l'hypothèse selon laquelle le Stabat Mater (G.532a) pourrait être l'opera seconda de l'année 1781, et l'intercale entre les deux séries de quatuors et trios. Les musicologues s'accordent à reconnaître une parfaite maîtrise dans ces six pièces, dont l'écriture surpasse amplement les moyens utilisés — trois instruments seulement — et suggère des projets plus ambitieux de la part du compositeur. 

## Analyse

### Trio à cordesno1enfamineur

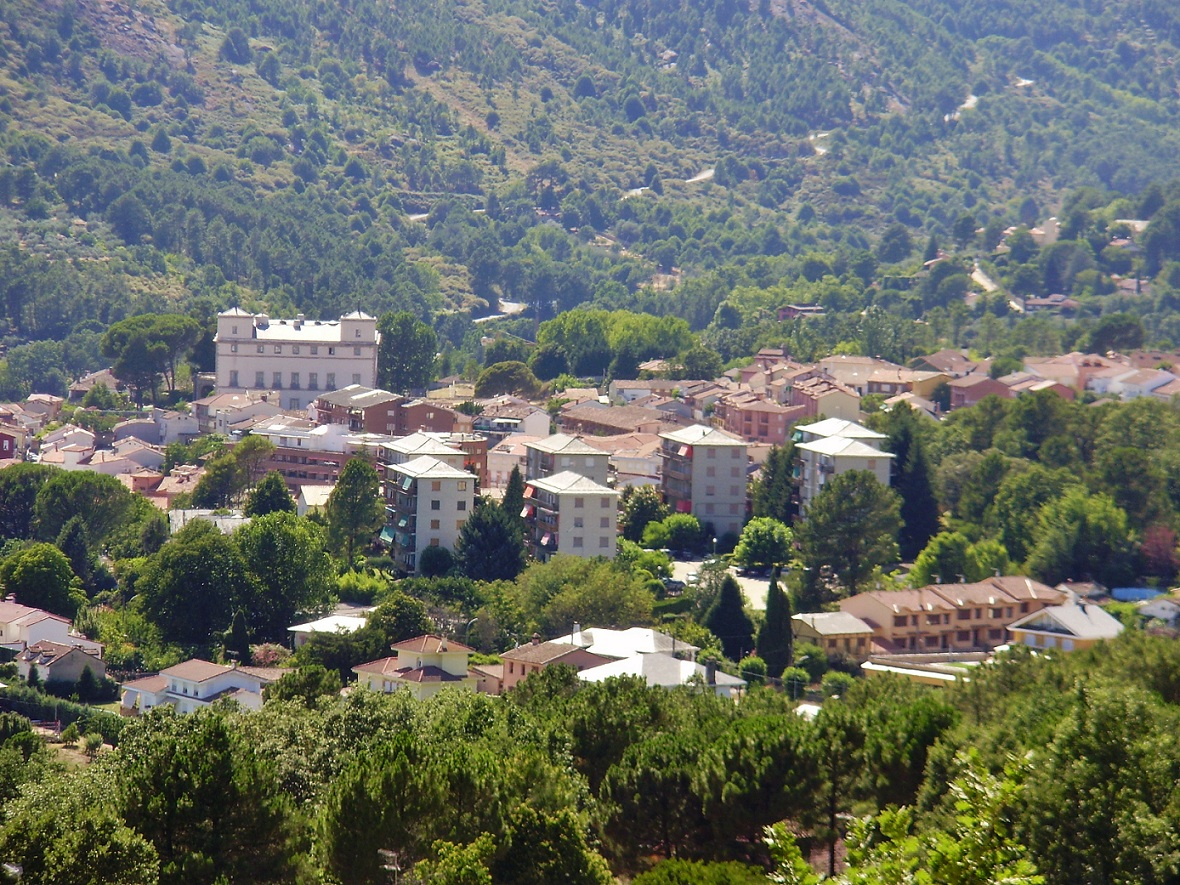
Arenas de San Pedro. Au premier plan, le Palais de la Mosquera.

Dans la même tonalité de fa mineur que le Stabat Mater, l’Andante lento à 
 du premier trio (G.101) s'ouvre piano e appassionato avec le violoncelle dont le thème, soutenu et élégiaque fait penser à une imploration. Cette lente progression funèbre est à peine remise en cause par la section du développement, tout au plus renforcée par le clair-obscur des violons.
La concentration ainsi retenue se libère avec le mouvement suivant : un Allegro con brio en fa majeur. Son profil bondissant aux accents hispaniques prouve le naturel avec lequel Boccherini imagine tout un folklore personnel à partir de danses populaires vues et entendues à Arenas. Le violoncelle tour à tour lyrique et virtuose déploie une large gamme ascendante poursuivie par le violon I, lui-même renforcé par le violon II, le tout dans une succession de croches pointées menée tambour battant jusqu'à son terme.
Renouant avec sa tonalité de départ, le dernier mouvement en forme de Minuetto est exposé sotto voce par les trois instruments dans un climat de dépouillement plutôt lugubre qu'austère. L'économie des moyens employée ici est encore plus manifeste que dans le premier mouvement, les archets se réduisant en effet à leur plus simple expression : phrasé des violons, accompagnement à la basse du violoncelle. Le Trio indiqué sciolte a mezza voce est un bref épisode en majeur où les deux violons se distinguent par leur éclat vite interrompus par le Minuetto da capo.

### Trio à cordesno2ensolmajeur
Considéré comme l'un des plus beaux trios de Boccherini, cette deuxième œuvre (G.102) sans doute exécutée durant les paisibles soirées où la famille royale se réunissait à las Arenas est en quatre mouvements. La pièce commence par un Allegretto comodo assai à 
 en sol majeur d'une douceur charmante, dolcissimo indique Boccherini. Les deux violons à l'unisson entonnent une fanfare plaintive pleine de grâce et de légèreté à laquelle le violoncelle donne toute sa profondeur. Le dialogue entre les trois instruments s'écoule tranquillement dans une fluidité presque immobile faisant songer à l'atmosphère crépusculaire d'un notturno. 
Le mouvement suivant est un Minuetto noté forte en totale rupture avec le précédent. D'allure vaillante, il part d'une cellule d'à peine quelques notes qui se déclinent en autant d'attaques d'archets avant que le violoncelle ne se singularise dans le Trio. Celui-ci en do majeur constitue le sommet de l'œuvre : la partie de violoncelle bénéficiant d'une part privilégiée que le compositeur devait probablement se réserver lors de son interprétation. 
L’Adagio en si bémol majeur à 
 reprend tout en le menant à son aboutissement l'ambiance en demi-teinte du premier mouvement avec cependant une tension qui le parcourt de bout en bout. Tension vite dissipée par le final, un Rondo (Allegro ma non presto) à 
 orné d'abondantes références aux rythmes ibériques.

### Trio à cordesno3enmi bémolmajeur
Dans sa tonalité favorite de mi bémol majeur, le premier mouvement Allegro vivo ma non presto à 
 du troisième trio (G.103) est un retour au style galant qui a tant contribué à la renommée du compositeur. Son thème principal constitué d'une mélodie gracieuse est soumis à des modulations lui donnant un caractère hésitant.
Le deuxième mouvement, un Largo non tanto  (si-bémol majeur) à 
 est une rêverie contemplative aux accents quelque peu nostalgiques typique de Boccherini. 
Le Minuetto qui lui succède conduit énergiquement par le violon I crée l'illusion d'un tempo rapide dans un rythme régulier. Le Trio davantage recueilli, même s'il change de tonalité (sol mineur) ne rompt pas entièrement avec le Minuetto conférant ainsi une plus grande unité au morceau.
Le final est un Rondo allegretto comodo à 
 dont le thème généreux et spontané se prête assez bien aux enchaînements de sections. Boccherini une fois de plus donne l'occasion à son instrument de briller dans la partie centrale où il se signale par un registre élevé.

### Trio à cordesno4enrémajeur

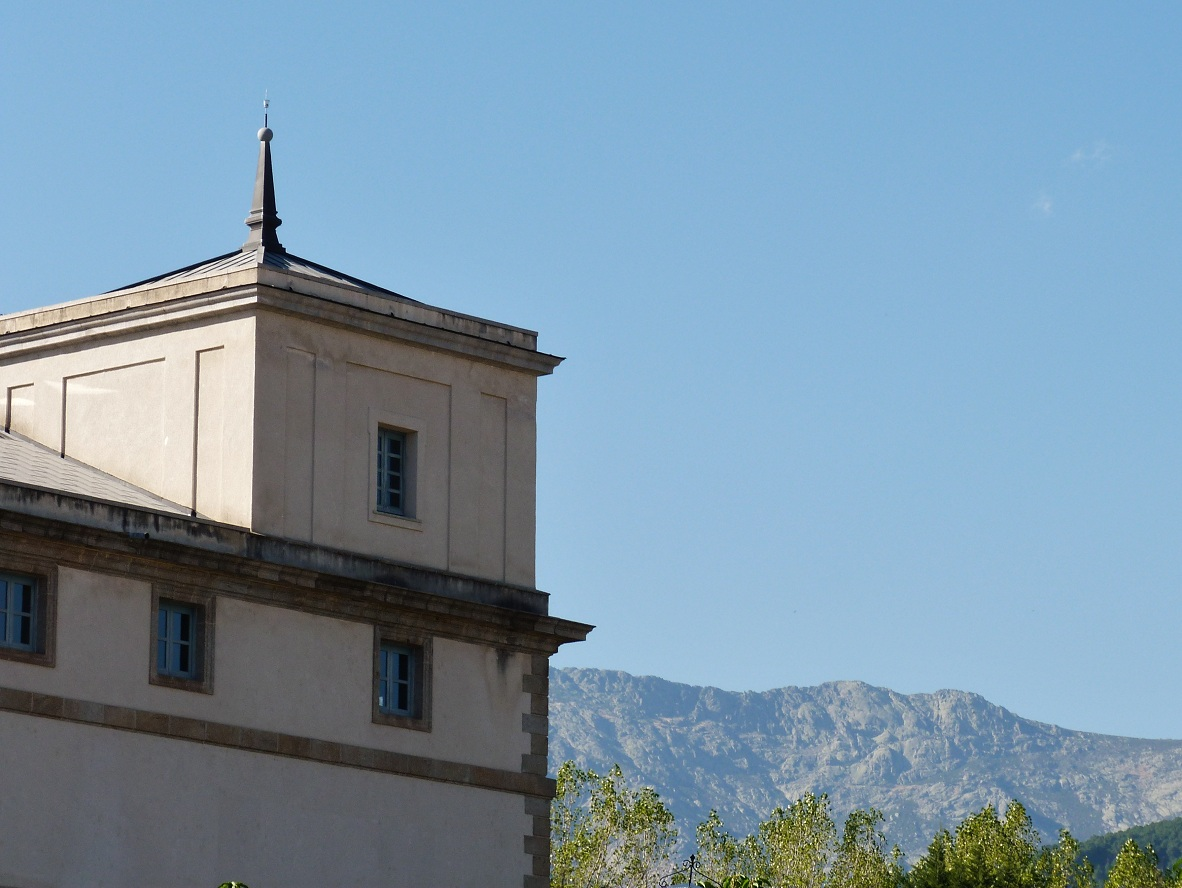
Détail du Palais de la Mosquera, résidence de don Luis à Arenas.

D'une toute autre envergure est le quatrième en ré majeur (G.104). La structure de ce trio est particulièrement intéressante notamment par son deuxième mouvement dans lequel Boccherini tente à la suite du quatuor en mi mineur opus 33 no 5 (G.211) de renouveler la forme. 
Il débute avec un Allegro moderato assai à 
 plein de mélancolie et d'introspection.  Par sa lente propension à se développer, le mouvement donne l'impression d'avoir un tempo figé sur lui-même ce qui est contredit dans sa section centrale par un tempo plus rapide en apparence mais tout aussi modéré.
Le deuxième mouvement Grave (ré majeur) commence par un chant funèbre très sombre. Il s'agit d'une introduction au mouvement principal : un Allegro à 
 en ré mineur. Aux allures de fandango, celui-ci est parcouru tout son long par un violoncelle virtuose qui dans de brefs passages notés Adagio s'autorise une cadence avant que ne revienne le rythme de danse orchestré par les violons. Mais au lieu de le conclure dans une ambiance festive, Boccherini réintroduit le Grave ne manquant pas de susciter la surprise chez l'auditeur.
Le dernier mouvement est un Tempo di Minuetto en ré majeur sans Trio dont la fonction est de relâcher l'énergie accumulée.

### Trio à cordesno5endomajeur
Le Largo à 
 du cinquième trio en do majeur (G.105) introduit dolce par le violon I est un mouvement d'intense recueillement comme une suite d'interrogations. Ce suspense ménagé à dessein par Boccherini prépare la venue du mouvement suivant : un Allegro vivo à 
 débuté forte par le violoncelle dans une succession de triples croches pointées. C'est une musique qui brille par ses nombreux effets « pyrotechniques » assez proche encore une fois du rythme andalou. 
Tout autre est l’Andante lento con variazioni dont le thème à 
 est celui du quintette à cordes opus 29 no 3 en fa majeur de 1779 (G.315) réduit à trois voix. Constitué de quatre variations, la troisième donne libre cours au violoncelle plus démonstratif que jamais avant que la dernière réunissant tous les instruments dans une danse endiablée ne ponctue la pièce avec panache.

### Trio à cordesno6enmimajeur
Le sixième et dernier trio en mi majeur (G.106) se compose de quatre mouvements : d'un Allegro giusto à 
, d'un Larghetto en la mineur à 
, d'un Minuetto con moto en la majeur suivi d'un Trio en la mineur et enfin d'un Rondo andante un poco lento à 
 en mi majeur. C'est une pièce souriante pleine de tendresse qui permet à Boccherini de refermer ce recueil magistral sur la pointe des pieds.

## Structure
- Trio à cordes no 1 en fa mineur opus 34 (G.101)

1. Andante lento, 
, fa mineur
2. Allegro con brio, 
, fa majeur
3. Minuetto/Trio, 
, fa mineur/fa majeur

Sa durée d'exécution est d'environ 19 minutes.
- Trio à cordes no 2 en sol majeur opus 34 (G.102)

1. Allegretto comodo assai, 
, sol majeur
2. Minuetto/Trio, 
, sol majeur/do majeur
3. Adagio, 
, si bémol majeur
4. Rondo.Allegro ma non presto, 
, sol majeur

Sa durée d'exécution est d'environ 23 minutes.
- Trio à cordes no 3 en mi bémol majeur opus 34 (G.103)

1. Allegro vivo ma non presto, 
, mi bémol majeur
2. Largo non tanto, 
, si bémol majeur
3. Minuetto/Trio, 
, si bémol majeur/sol mineur
4. Rondo. Allegretto comodo, 
, mi bémol majeur

Sa durée d'exécution est d'environ 22 minutes.
- Trio à cordes no 4 en ré majeur opus 34 (G.104)

1. Allegro moderato assai, 
, ré majeur
2. Grave, 
, ré majeur - Allegro, 
, ré mineur
3. Grave, 
, ré majeur - Tempo di Minuetto, 
, ré majeur

Sa durée d'exécution est d'environ 20 minutes.
- Trio à cordes no 5 en do majeur opus 34 (G.105)

1. Largo, 
, do majeur
2. Allegro vivo, 
, do majeur
3. Andante lento con variazioni, 
, do majeur

Sa durée d'exécution est d'environ 19 minutes.
- Trio à cordes no 6 en mi majeur (G.106)

1. Allegro giusto, 
, mi majeur
2. Larghetto, 
, la mineur
3. Minuetto con moto/Trio, 
, la majeur/la mineur
4. Rondo. Andante un poco lento, 
, mi majeur

Sa durée d'exécution est d'environ 17 minutes.

## Publications
La première édition de ces trios a été publiée à Paris par Naderman vers 1782 comme Six Trio  [sic] pour deux violons et violoncelle composés par L.Boccherini. Œuvre 35e. Une seconde édition en août 1784 par Artaria de Vienne comme Sei Trio per due violini e violoncello dal Sigr Luigi Boccherini. Opera XXXV.Vienna, presso Artaria E. Cum Priv. Les trios opus 34 sont Opera Grande dans le catalogue autographe de Boccherini.

## Discographie
Ces trios ont donné lieu à deux enregistrements :
- en 1994 : La bona notte et trois Trios (G.102, G.93, G.98) - La Real Cámara (Barcelone, Glossa GCD 920301) (OCLC 722406578) ;
- en 2010 : Trios op. 34, Vol. I, (G.101-103), Vol. II, (G.104-106) - La Ritirata : Hiro Kurosaki, Lina Tur Bonet (violons), Josetxu Obregón (violoncelle et direction artistique) (Barcelone, 26-28 mars 2010, Columna Música 1CM0258 et  1CM0275) (OCLC 804774983).

## Pour approfondir